# F・D・ルーズベルト飛行場
F・D・ルーズベルト飛行場（F.D. Roosevelt Airport）は、西インド諸島のオランダ領シント・ユースタティウス島にある空港である。

## 概要
シント・ユースタティウス島は、人口約3000人の火山島である。島の中央部は平地となっており、中心地であるオラニエスタッドもここにある。この飛行場はオラニエスタッド郊外にあり、空港のすぐ後ろには島の最高峰である休火山クイル山（601m）を眺めることができる。
飛行場の名は、1939年にこの島を訪問したアメリカ合衆国第32代大統領フランクリン・D・ルーズベルトを記念して名づけられている。18世紀に貿易港として栄えたシント・ユースタティウス島は、アメリカ独立戦争に際して独立派への武器の供給地として重要な役割を果たしたほか、独立宣言を携えて入港した合衆国の船を礼砲で迎え、最初に国際的な承認を与えた土地である（最初の礼砲）。ルーズベルト大統領の訪問は、このことに感謝の意を表するものであった。

## 沿革
この飛行場は、1946年に「ゴールデンロック飛行場」（Golden Rock Airport）として開設された（ゴールデン・ロックはシント・ユースタティウス島の別名である）。

## 施設
滑走路の長さは1300mで、大型のターボプロップ機や小型のジェット機の利用も可能である。ただし、実際に就航している機体はDHC-6 ツインオッターのみであり、長い滑走路の多くは使われていない。この島がカリブ海の島の中では観光地としての知名度が低く、利用者が多くないためであるが、島の行政府は将来的な観光客の増加を予想して滑走路を300m延長する計画を立てている。

## 就航航空会社
| 航空会社                       | 就航地                                              |
| ------------------------------ | --------------------------------------------------- |
| ウィンドワード・アイランズ航空 | サバ、シント・マールテン                            |
| コースタルエア                 | セント・クロイ、ドミニカ/ケインフィールド、ネイビス |
| セント・バーツコミューター     | チャーター便:サン・バルテルミー                     |
| トランス・アンギラ航空         | アンギラ                                            |
| フライ・モントセラト           | チャーター便:モントセラト                           |